# Погожев, Иван Борисович
Ива́н Бори́сович Пого́жев (10 декабря 1923 — 2 января 2011) — советский учёный в области математического моделирования.
Окончил Артиллерийскую академию имени Дзержинского (1953). Доктор технических наук (1967), профессор (1981). В 1974—1982 гг. работал в Вычислительном центре Сибирского отделения АН СССР (Новосибирск). С 1982 г. в Институте вычислительной математики АН СССР (Москва).
В научно-популярной книге предложена модель процессов, происходящих в живых организмах. Автору удалось «статистически связать столь разные показатели, как плотность митохондрий в клетках организма, содержание в крови глюкозы, жизненную ёмкость лёгких, а также рождаемость, смертность от рака и сердечно-сосудистых заболеваний, смертность от инфекций, возрастную структуру населения и др.»